# فرانكلين باريت
فرانكلين باريت (بالإنجليزية: Franklyn Barrett)‏ هو مصور سينمائي ومخرج أسترالي، ولد في 1873 في لوفبرا في المملكة المتحدة، وتوفي في 1964 في سيدني في أستراليا.

## وصلات خارجية
- فرانكلين باريت على موقع IMDb (الإنجليزية)
- فرانكلين باريت على موقع قاعدة بيانات الفيلم (الإنجليزية)
- فرانكلين باريت على موقع كينوبويسك (الروسية)